# Município de Westland (condado de Guernsey, Ohio)
O município de Westland (em inglês: Westland Township) é um município localizado no condado de Guernsey no estado estadounidense de Ohio. No ano de 2010 tinha uma população de 2.073 habitantes e uma densidade populacional de 31,54 pessoas por km².

## Geografia
O município de Westland encontra-se localizado nas coordenadas 39° 57′ 47″ N, 81° 40′ 40″ O. Segundo a Departamento do Censo dos Estados Unidos, o município tem uma superfície total de 65.72 km², da qual 65,48 km² correspondem a terra firme e (0,37 %) 0,25 km² é água.

## Demografia
Segundo o censo de 2010, tinha 2.073 habitantes residindo no município de Westland. A densidade populacional era de 31,54 hab./km². Dos 2.073 habitantes, o município de Westland estava composto pelo 97,2 % brancos, o 1,06 % eram afroamericanos, o 0,19 % eram amerindios, o 0,1 % eram asiáticos e o 1,45 % eram de uma mistura de raças. Do total da população o 0,77 % eram hispanos ou latinos de qualquer raça.